# Vật tại Đại hội Thể thao Đông Nam Á 2019
Vật tại Đại hội Thể thao Đông Nam Á năm 2019 được tổ chức tại Trung tâm Văn hóa và Thể thao Đại học Ángeles (AUF Sports and Cultural Center), thành phố Angeles, Philippines, diễn ra từ ngày 9 đến 10 tháng 12 năm 2019.
Chương trình thi đấu bao gồm ba nội dung chính: vật cổ điển nam, vật tự do nam và vật tự do nữ, với tổng cộng 15 hạng cân được tổ chức. Đoàn Việt Nam thể hiện sức mạnh áp đảo khi giành tới 12 huy chương vàng, dẫn đầu tuyệt đối bảng tổng sắp môn vật. Philippines – đội chủ nhà – xếp thứ hai với 2 huy chương vàng.

## Bảng huy chương
| Hạng               | NOCs               | Vàng | Bạc | Đồng | Tổng số |
| ------------------ | ------------------ | ---- | --- | ---- | ------- |
| 1                  | Việt Nam (VIE)     | 12   | 2   | 0    | 14      |
| 2                  | Philippines (PHI)  | 2    | 10  | 1    | 13      |
| 3                  | Thái Lan (THA)     | 0    | 2   | 10   | 12      |
| 4                  | Campuchia (CAM)    | 0    | 0   | 5    | 5       |
| 5                  | Lào (LAO)          | 0    | 0   | 3    | 3       |
| 5                  | Myanmar (MYA)      | 0    | 0   | 3    | 3       |
| 5                  | Singapore (SGP)    | 0    | 0   | 3    | 3       |
| Tổng số (7 đơn vị) | Tổng số (7 đơn vị) | 14   | 14  | 25   | 53      |

## Tóm tắt kết quả

### Cổ điển nam
| Hạng cân | Vàng                        | Bạc                                | Đồng                             |
| -------- | --------------------------- | ---------------------------------- | -------------------------------- |
| 55 kg    | Nguyễn Đình Huy · Việt Nam  | Michael Vijay Cater · Philippines  | Sahatsawat Phuangkaeo · Thái Lan |
| 55 kg    | Nguyễn Đình Huy · Việt Nam  | Michael Vijay Cater · Philippines  | Myo Ko · Myanmar                 |
| 60 kg    | Bùi Tiến Hải · Việt Nam     | Margarito Angana Jr. · Philippines | Wana Tun · Myanmar               |
| 60 kg    | Bùi Tiến Hải · Việt Nam     | Margarito Angana Jr. · Philippines | Nuttapong Hinmee · Thái Lan      |
| 63 kg    | Noel Norada · Philippines   | Nguyễn Công Thành · Việt Nam       | Eng Phanit · Campuchia           |
| 63 kg    | Noel Norada · Philippines   | Nguyễn Công Thành · Việt Nam       | Thanawat Khamhan · Thái Lan      |
| 72 kg    | Jason Baucas · Philippines  | Dương Hồng Phúc · Việt Nam         | Sengsavanh Phachanxay · Lào      |
| 77 kg    | Nguyễn Bá Sơn · Việt Nam    | Apichai Natal · Thái Lan           | Jefferson Manatad · Philippines  |
| 87 kg    | Nghiêm Đình Hiếu · Việt Nam | Jason Balabal · Philippines        | Chanwit Aunjai · Thái Lan        |

### Tự do nam
| Hạng cân | Vàng                        | Bạc                            | Đồng                          |
| -------- | --------------------------- | ------------------------------ | ----------------------------- |
| 57 kg    | Nguyễn Văn Công · Việt Nam  | Alvin Lobreguito · Philippines | Jakkit Butjamrual · Thái Lan  |
| 57 kg    | Nguyễn Văn Công · Việt Nam  | Alvin Lobreguito · Philippines | Soeun Sophors · Campuchia     |
| 61 kg    | Nguyễn Hữu Định · Việt Nam  | Ronil Tubog · Philippines      | Siripong Jampakam · Thái Lan  |
| 61 kg    | Nguyễn Hữu Định · Việt Nam  | Ronil Tubog · Philippines      | Yon Bunna · Campuchia         |
| 65 kg    | Nguyễn Xuân Định · Việt Nam | Jhonny Morte · Philippines     | Saksit Janhom · Thái Lan      |
| 65 kg    | Nguyễn Xuân Định · Việt Nam | Jhonny Morte · Philippines     | Chon Thoun · Campuchia        |
| 70 kg    | Cấn Tất Dự · Việt Nam       | Joseph Angana · Philippines    | Somsak Jindapan · Thái Lan    |
| 70 kg    | Cấn Tất Dự · Việt Nam       | Joseph Angana · Philippines    | Hong Yeow Lou · Singapore     |
| 125 kg   | Hà Văn Hiếu · Việt Nam      | Puris Kaewkoed · Thái Lan      | Dorn Sao · Campuchia          |
| 125 kg   | Hà Văn Hiếu · Việt Nam      | Puris Kaewkoed · Thái Lan      | Phetsoupahne Xaisomboun · Lào |

### Tự do nữ
| Hạng cân | Vàng                          | Bạc                          | Đồng                         |
| -------- | ----------------------------- | ---------------------------- | ---------------------------- |
| 50 kg    | Nguyễn Thị Xuân · Việt Nam    | Jiah Pingot · Philippines    | Kay Thi Khaing · Myanmar     |
| 50 kg    | Nguyễn Thị Xuân · Việt Nam    | Jiah Pingot · Philippines    | Manivanh Inthilath · Lào     |
| 55 kg    | Kiều Thị Ly · Việt Nam        | Minalyn Foy-os · Philippines | Su Jun Yap · Singapore       |
| 55 kg    | Kiều Thị Ly · Việt Nam        | Minalyn Foy-os · Philippines | Orasa Sookdongyor · Thái Lan |
| 62 kg    | Nguyễn Thị Mỹ Hạnh · Việt Nam | Noemi Tener · Philippines    | Salinee Srisombat · Thái Lan |
| 62 kg    | Nguyễn Thị Mỹ Hạnh · Việt Nam | Noemi Tener · Philippines    | Madeline Wee · Singapore     |